# 군가
군가(軍歌)는 전쟁이나 그에 대한 사회적 태도와 관련된 작곡이다. 그들은 호전, 반전, 또는 단순히 전시의 일상에 대한 묘사일 수도 있다.
군가들은 역사나 전투에 따라 "제1차 세계 대전 군가", "제2차 세계 대전 군가" 등으로 구분될 수 있다. 전시 모집, 반 평화주의, 좋지 않은 배급과 과도한 훈련에 대한 불평 등의 다양한 주제들이 있다. 많은 국가들이 군대를 위한 곡이거나, 군사적 승리, 과거의 영광에 대한 기념 노래이다. 제2차 세계 대전 직전과 베트남 전쟁 동안 수많은 반전 노래들이 불렸고, 호전적인 곡들은 드물어지고 있다. 몇몇 군가 곡들은 순수 기악이거나, 덜 호전적인 감정을 담는다.

## 나라별 군가

### 독일
- 통신병의 노래(Funkerlied)
- 우리는 가이어의 흑색창병대(Wir sind des Geyers schwarzer Haufen)
- 흑갈색은 헤이즐넛(Schwarzbraun ist die Haselnuß)
- 병사들이(Wenn Die Soldaten)
- 에리카(Erika)
- 기갑가(Panzerlied)
- 오랜 전우들(Alte Kameraden)
- 서쪽숲의 노래(Westerwaldlied)
- 지크 하일 빅토리아(Sieg Heil Viktoria)
- 녹색악마(grüne teufel)
- 숲 속에, 푸른 숲 속에(im wald im grünen walde)
- 에델바이스(Edelweiß)
- 유보트의 노래(U-Bootlied)
- 앞으로! 앞으로!(Vorwärts! Vorwärts!)
- 라인 강의 파수꾼(Die Wacht am Rhein)
- 콘도르 군단 분열행진곡(Parademarsch der Legion Condor)
- 내게는 전우가 있었다(Ich hatt' einen Kameraden)
- 조종사여 날아라(Flieger empor)
- 우리의 롬멜(Unser Rommel)
- 로즈메리, 군인이 되는 것은 훌륭한 일이야(Es ist so schön Soldat zu sein, Rosemarie)
- 백합 세 송이(Drei Lilien)
- 독일인의 조국은 무엇인가(Was ist des Deutschen Vaterland)
- 어뢰 발사!(Torpedo los!)

### 대한민국 국군
- 멸공의 횃불

#### 장교군가
- 장교단가
- 나를 따르라 (학군단가)

#### 대한민국 육군
- 육군가
- 전선을 간다
- 진군가
- 최후의 5분
- 아리랑 겨레
- 진짜사나이
- 전우
- 멋진 사나이
- 팔도 사나이
- 충성전투가
- 맹호들은 간다
- 너와 나
- 푸른 소나무

#### 대한민국 해군
- 해군가
- 앵카송
- 부라보 해군
- 해양가
- 바다로 가자
- 내 청춘은 파도다
- 은빛 갈매기
- 바다의 용사

#### 대한민국 공군
- 공군가
- 빨간 마후라
- 성난 독수리

#### 대한민국 해병대
- 팔각모 사나이
- 부라보 해병

### 미군
- 양키 두들(Yankee Doodle)
- 공화국 전투찬가(The Battle Hymn of the Republic)
- 육군은 전진한다(The Army Goes Rolling Along)
- 미국 공군가(The U.S. Air Force)
- 닻을 올려라(Anchors Aweigh)
- 언제나 준비(Semper Paratus)
- 해병대 찬가(Marines' Hymn)
- 저 너머(Over There)
- 낙하산 줄에 묻은 피(Blood on the risers)

### 아일랜드 방위군
- 전사의 노래(Amhrán na bhFiann)

### 영국군
- 영국 척탄병 행진곡(The British Grenadiers)
- 룰 브리타니아(Rule, Britannia!)
- 티퍼러리까지 머나먼 길(It's a Long Way to Tipperary)
- 걱정은 낡은 가방에나 넣어라

### 일본군
- 발도대(抜刀隊)
- 군함행진곡(軍艦行進曲)
- 보병의 본령(歩兵の本領)
- 눈의 진군(雪の進軍)
- 적은 수만(敵は幾万)
- 월월화수목금금(月月火水木金金)
- 아아 가미카제 특별공격대(嗚呼神風特別攻撃隊)

### 프랑스군
- 라 마르세예즈(La Marseillaise)
- 출발의 노래(Le Chant du Départ)
- 파르티잔의 노래(Chant des Partisans)

### 폴란드군
- 동브로프스키의 마주르카(Mazurek Dąbrowskiego)
- 몬테 카시노의 붉은 양귀비(The Red Poppies on Monte Cassino)

### 소련군/러시아 연방군
- 붉은 군대는 가장 강력하다(Красная Армия всех сильней)
- 계곡을 건너, 언덕을 넘어(По долинам и по взгорьям)
- 폴류시카-폴레(Полюшко-поле)
- 카츄샤(Катюша)
- 소련 전차병 행진곡(Марш советских танкистов)
- 포병 행진곡(Марш артиллеристов)
- 칼린카(Калинка)
- 성스러운 전쟁(Священная война)
- 슬라브 여인의 작별(Прощание славянки)
- 항공행진곡(Авиамарш)
- 모스크바 방위군 행진곡(Марш защитников Москвы)
- 진격(В путь)
- 우리는 인민의 군대(Мы - армия народа)
- 타찬카(Тачанка)

### 중화민국 국군
- 육군군가(陸軍軍歌)
- 해군군가(海軍軍歌)
- 공군군가(空軍軍歌)
- 황포군교교가(黄埔軍校校歌)
- 황포군혼(黃埔軍魂)
- 대도진행곡(大刀進行曲)
- 충의지가(忠義之歌)
- 아문애국기(我們愛國旗)
- 장지능소(壯志凌霄)

### 중국 인민해방군
- 중국인민해방군진행곡(中国人民解放军进行曲)
- 인민해군상전진(人民海军向前进)
- 중국공군진행곡(中国空军进行曲)

### 핀란드군
- 엽병행진곡(Jääkärimarssi)
- 새키얘르벤 폴카(Säkkijärven polkka)

### 이탈리아군
- 검은 불꽃(Fiamme Nere)

## 같이 보기
- 애국가
- 군악대
- 선전 (사회학)
- 비공식 군가